# Stelis platystachya
Stelis platystachya är en orkidéart som beskrevs av Leslie Andrew Garay och Galfrid Clement Keyworth Dunsterville. Stelis platystachya ingår i släktet Stelis och familjen orkidéer. Inga underarter finns listade i Catalogue of Life.